# Malombra (romanzo)

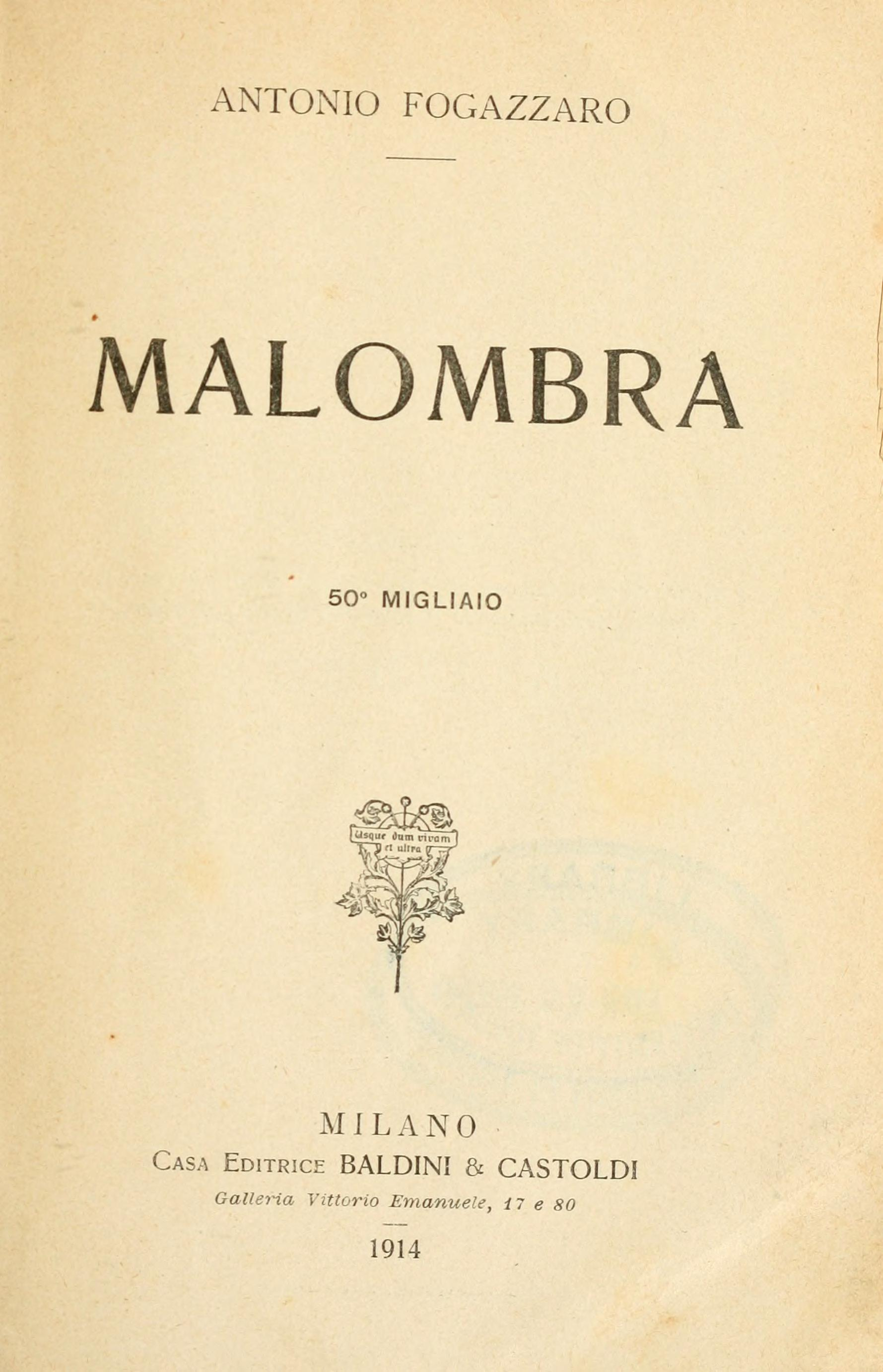

Malombra è il primo romanzo scritto da Antonio Fogazzaro intrapreso nei primi anni del '70, terminato in bella copia autografa il 22 dicembre 1880 e pubblicato a Milano da Brigola nel 1881.
Specie a partire dalla seconda metà dello scorso secolo, gli studiosi dell'opera di Fogazzaro hanno dimostrato un'attenzione (e un'attrazione) particolare ai temi e allo stile di questo romanzo, non di rado evocandone la superiorità, rispetto alle sue altre espressioni narrative, compreso Piccolo Mondo Antico.
Il romanzo è ambientato nel 1864 in un luogo non ben precisato. L'autore lo indica con una semplice lettera puntata: R. Si sa che è sulle rive di un lago lombardo, identificabile con il piccolo lago del Segrino nei pressi di Canzo, tra Como e Lecco. Il Palazzo è invece la villa Pliniana, sul Lago di Como, visitata da Fogazzaro e la cui tetra atmosfera ben si adattava al mondo decadente dello scrittore. Una parte del romanzo si svolge anche a Milano. Il romanzo è diviso in quattro parti, ciascuna composta di capitoli:
- 1ª parte: Cecilia (9 capitoli)
- 2ª parte: Il ventaglio rosso e nero (7 capitoli)
- 3ª parte: Un sogno di primavera (3 capitoli)
- 4ª parte: Malombra (8 capitoli).

I protagonisti sono Corrado Silla e Marina Crusnelli di Malombra. Nella prima parte sono presenti entrambi, nella seconda solo Marina, nella terza solo Corrado, nella quarta di nuovo entrambi.
Il carattere dei personaggi verrà puntualmente ripreso nei romanzi successivi: l'intellettuale idealista mortificato dall'inettitudine; l'aristocratica sensuale e psicotica; i personaggi minori dallo schietto umorismo di gusto provinciale che mitiga il drammatico svolgimento della storia.
Il libro fu ignorato dalla maggior parte delle riviste letterarie e criticato da Salvatore Farina e Enrico Panzacchi, ma lodato da Verga, che lo definí "una delle piú alte e delle piú artistiche concezioni romantiche che siano comparse ai nostri giorni in Italia"

. Anche Giuseppe Giacosa lo descrisse come "il piú bel libro che si sia pubblicato in Italia dopo I promessi sposi". Il Momigliano definí Malombra "una creazione magica e il tentativo meraviglioso di esprimere l'inesprimibile e la riuscita esperienza di tradurre le voci dell'inconscio" (Momigliano Attilio: Elzeviri - Antonio Fogazzaro pag.218 - Le Monnier Firenze 1945). Mario Soldati nel 1942 ne trasse l'omonimo film.

## Trama

### I. Cecilia
Corrado Silla, giovane e sconosciuto scrittore, autore di un romanzo sentimentale intitolato "Un sogno" pubblicato con lo pseudonimo di «Lorenzo», viene chiamato da Milano, dove vive, a R., un piccolo paese lacustre della montagna lombarda, dal conte Cesare d'Ormengo che, devoto alla memoria della madre del giovane e sapendolo in ristrettezze economiche, vuole offrirgli un impiego: si tratta di scrivere un trattato scientifico-letterario. Silla si presenta quindi a sera tarda nel Palazzo del nobiluomo che lo ha invitato tramite una lettera. Qui viene accolto dal suo segretario, Steinegge, dato che il conte suole coricarsi sempre non oltre le 22,00. Nella stanza assegnatagli Silla nota con stupore alcuni mobili ed oggetti appartenuti alla sua famiglia. Il giorno dopo il conte Cesare rivela al giovane la profonda amicizia che lo legava alla madre che non aveva piú rivisto già da un anno prima che ella si sposasse, ma dalla quale aveva continuato negli anni a ricevere lettere il cui solo argomento era il figlio Corrado. Lo scrittore decide quindi di accettare l'incarico e rimanere nella dimora. Nella casa del conte, Corrado stringe amicizia con il segretario, un esule liberale tedesco che gode della protezione dell'Ormengo. In seguito conosce la marchesina Marina Crusnelli di Malombra, nipote di Cesare per parte di madre, rimasta orfana di entrambi i genitori e accolta dal conte nel suo tetro e sperduto Palazzo. Marina conduceva con i genitori a Parigi una vita di società spensierata e allegra e soffre per questo suo isolamento; ella vorrebbe viaggiare, ma il conte è contrario. Silla si invaghisce della marchesina, ma lei, nonostante provi gli stessi sentimenti nei suoi confronti, lo respinge mostrandosi fredda e pungente, pensando che il giovane sia il figlio illegittimo dello zio, che questo gliela voglia dare in sposa e che aspiri ai suoi beni. Marina, di una bellezza affascinante e misteriosa, a causa di alcuni oggetti ritrovati in uno stipo segreto crede di essere la reincarnazione di una sua antenata, la contessa Cecilia Varrega di Camogli, prima moglie del padre del Conte. Infatti le parole del manoscritto trovato tra gli oggetti esortavano chiunque le leggesse a credersi la nuova incarnazione di Cecilia e a compiere la vendetta su qualsiasi discendente. Nasce dunque in Marina l'idea di vendicare Cecilia che, a causa di un presunto tradimento d'amore con un giovane ufficiale, Renato, era stata segregata nel Palazzo dal marito fino a diventare pazza e a morirne. Marina ha rapporti conflittuali con il conte Cesare: egli, uomo burbero e introverso, non apprezza il talento della bella nipote e disprezza la musica e i poeti che ella adora.
Dopo la scoperta di quegli oggetti, la marchesina legge per caso il romanzo "Un sogno, racconto originale italiano di Lorenzo", il cui autore non è altri che Silla. La giovane decide così di scrivere una lettera a costui per chiedergli cosa pensasse della libertà e della plurimità delle esistenze. Silla le risponde, illudendosi di avere a che fare con una nobil donna dai saldi valori. Inizia così tra i due una corrispondenza epistolare, interrotta da Corrado con un'ultima lettera scritta proprio la notte del suo arrivo al Palazzo, a causa dello spirito pungente di lei. Dall'altra parte, Marina, che si firmava con il nome di Cecilia, rimane delusa dalle pretese dello scrittore che aspirava ad un legame filosofico sentimentale.
Nei giorni seguenti, durante una partita a scacchi tra Silla e Marina, questa gli dice di essere stata offesa da alcune parole contenute in una lettera ricevuta, parole che il giovane riconosce come sue. Corrado si rende conto cosí che la marchesina è la sua corrispondente Cecilia.
Intanto Marina lo offende pesantemente e pubblicamente e allora Silla, malgrado l'attrazione che sente per lei e l'amicizia con Steinegge, rinuncia al suo incarico presso il conte e decide di ritornare a Milano (la prima causa è il timore di avvicinarsi a Marina, da lei attratto irresistibilmente ma allo stesso tempo spaventato dalla sua personalità). Quella notte, prima di partire, il giovane incontra Marina sul lago, a bordo della sua lancia Saetta. Lei lo aggredisce pensando che sia venuto a spiarla, ma lui protesta la sua lealtà. Nel frattempo si scatena una tempesta e la luce di un lampo illumina lo sguardo della marchesina che esprime senza parole i suoi sentimenti per Corrado. Lo scrittore riesce a riportare Saetta al sicuro nella darsena. Marina inciampa scendendo dalla lancia e cade tra le braccia di Silla, che la stringe e le sussurra il nome di Cecilia. Poi il giovane si allontana, mentre Marina interpreta questo come l'avverarsi della profezia dell'antenata Cecilia e che Silla sia dunque l'antico amante Renato.

### II. Il ventaglio rosso e nero
Corrado non è più a R. e intanto arrivano da Venezia al Palazzo i parenti del conte, i cugini contessa Fosca Salvador e il figlio Nepo. Il cugino vorrebbe sposare la marchesina per ottenere le ricchezze del conte e risanare così le limitate finanze dei Salvador. Con loro è arrivata la dolce Edith, che ha avuto un passaggio in barca per raggiungere il Palazzo grazie alla contessa Salvador. Lei ha subito chiesto di Steinegge, e quando lo ha incontrato gli ha detto di avere notizie della figlia che lui è stato costretto a lasciare molti anni addietro in Germania. Poi gli ha rivelato di essere lei la figlia stessa. Tra i due Steinegge si è subito instaurato un bellissimo rapporto, ma Edith, molto religiosa, teme che il padre, non credente, non riceva la ricompensa divina dopo la morte e che, quindi, venga separato da lei. È dunque suo intento ricondurre Steinegge alla fede, ma senza costrizioni. È importante che il buon segretario di Cesare, nonostante la sua avversione per i preti, provi immediata simpatia per don Innocenzo, il parroco di R., che diventa grande amico suo e della figlia. Marina stima Edith che, pur consapevole del sentimento avverso (la marchesina disprezza Steinegge), sa che il segretario di suo zio ha accettato la proposta della figlia: trasferirsi a Milano, dove entrambi troverebbero un'occupazione presso connazionali e impartirebbero lezioni di lingua tedesca. A Milano vive anche Silla, cosí Marina chiede ad Edith di farle avere notizie di lui. Nel frattempo la contessa Salvador ha un colloquio con il conte, il quale le promette una dote per la nipote, ma solo se ella accetterà le nozze con il figlio Nepo. La contessa avverte il figlio dalla loggia del Palazzo con un segnale convenuto (il ventaglio rosso e nero) mentre questi si appresta ad una escursione all'orrido con Marina, che accetta con dolore e odio la proposta di matrimonio, affinché Edith possa riferire delle nozze a Corrado (in questo modo spera di arrivare all'amore dello scrittore e farlo tornare al Palazzo).

### III. Un sogno di primavera
Silla ed Edith si trovano a Milano. Il giovane è ora un allievo del suo caro amico Steinegge. Nasce in lui un'attrazione sentimentale per la figlia dell'insegnante, la quale, pur ricambiando questo sentimento per lo scrittore, si sente turbata e indecisa. Silla non sembra infastidito quando sente parlare del matrimonio di Marina (non sa che in realtà questo non si è ancora celebrato); crede di aver lentamente dimenticato la torbida passione che provava per la marchesina, gettandosi negli studi (sensualismo sublimato presente in tutte le opere di Fogazzaro). Il sentimento che ora nutre per Edith si basa principalmente sulla speranza di un legame tra due anime e non si riduca a cruda passione sensuale. Con la ragazza Silla riesce a manifestare i suoi principi e, quindi, il suo valore. Edith lo comprende benissimo, essendo un'anima a lui congeniale. Durante una conversazione, Corrado promette ad Edith una copia del libro Un sogno. La ragazza sembra entusiasta, ma quando lo scrittore le porta il racconto a casa, Steinegge lo accoglie amichevolmente, mentre la figlia pare non prestargli molta attenzione. Dunque Silla viene per la terza volta respinto, anche se con sofferenza: Edith lo ama, ma non vuole lasciare solo il padre, da cui dovrebbe allontanarsi accettando l'amore di Corrado. Questi intanto ricomincia a pensare a Marina, che gli risveglia i sensi e, con sua sorpresa, riceve un telegramma da lei, che lo richiama a R.: il conte è gravemente malato. Marina è la reale causa della apoplessia che ha colpito il conte Cesare, quando la nipote gli ha gridato di essere l'antenata Cecilia, tornata per vendicarsi.

### IV. Malombra
Il ritorno di Corrado alla villa accentua la follia di Marina, che crede di vedere in lui l'antico amante di Cecilia, l'ufficiale Renato. Quando i due si rivedono, Silla si dimostra appassionato e la marchesina gli dà appuntamento per la sera successiva. Intanto Edith e Steinegge ritornano a R. per far visita a don Innocenzo, presso cui padre e figlia rimarranno ospiti per qualche tempo. Il loro arrivo era già stato annunciato al prete da Edith, che con una lettera gli aveva detto di dovergli parlare. Ella gli svela il suo amore per Silla e la ragione del suo rifiuto. Confessa anche di temere che Corrado sia venuto a R. perché d'accordo con Marina e che il giovane compia azioni disoneste. Don Innocenzo allora le consiglia di scrivergli e rivelargli la ragione del suo gesto, affinché il giovane scrittore si risollevi.
La sera Silla incontra Marina, che lo porta nella sua stanza. Lui desidera l'amore, ma lei vuole prima convincerlo della sua reincarnazione, quindi gli fa leggere il manoscritto dell'antenata. Silla ne rimane sconvolto, non credendo alla reincarnazione di Cecilia. Marina vorrebbe convincerlo per la necessaria punizione del conte, cosa che il giovane rifiuta quando si rende conto della follia della marchesina. Fanny, la cameriera di Marina, sorpresa nel trovare lo scrittore insieme alla sua padrona, riferisce che Cesare sta morendo; la nipote sembra tutt'altro che dispiaciuta (il suo piano sta avendo successo). Mentre il conte esala l'ultimo respiro, la nipote lo provoca e lo minaccia urlandogli la vendetta di Cecilia. Silla allora trascina a forza Marina fuori dalla camera del morto e la porta nella sua stanza, dove lei cade in preda ad una acuta crisi nervosa. Quando esce dalla stanza, aggirandosi nel Palazzo, il giovane incontra Steinegge (venuto per informarsi delle condizioni del conte). L'amico gli parla ma lui, ormai frastornato e turbato dagli avvenimenti, non risponde. Prima che Steinegge se ne vada, Silla gli dice comunque di riferire ad Edith che lui è caduto in fondo. L'uomo non comprende perché debba riferire queste parole proprio alla figlia (solo poi si renderà conto dell'affetto che la sua bambina provava per Silla). In seguito Corrado si sente disonorato per ciò che stava per fare con Marina. Trova la lettera di Edith, la legge, ma ormai per lui è troppo tardi. Successivamente viene a sapere che la marchesina desidera che egli parta. Lui non vorrebbe lasciarla (privo di ogni sentimento, è deciso a sposarla, nonostante la pazzia di lei), ma lentamente si convince. Marina stessa lo chiama nella sua stanza per chiedergli di lasciare R.. Silla si mostra disposto ad esaudire il volere della giovane, persino indifferente al fatto che lei si ricongiunga a Nepo (andato via dopo la morte di Cesare, che non ha intestato a lei alcun bene). Esce quindi dalla camera della marchesina, che si adira furiosamente del fatto che lui non si sia reso conto che si trattava di una prova per verificare se lui l'amasse ancora e non la ritenesse pazza. Corrado vuole andar via, ma viene convinto dagli altri commensali, Vezza e il Dottore, a rimandare la partenza dopo il pranzo organizzato in loggia da Marina, questo per non contraddire ed assecondare la marchesina, già profondamente provata dai recenti fatti. Il giovane però non vi prende parte, e lavora nel salotto accanto per scrivere i necrologi del conte.
Marina è sempre più preda della pazzia. L'ossessione della giovane giunge al parossismo: pensando che lo scrittore non la ami piú, perde definitivamente il lume della ragione, si avvicina a Corrado nel salotto e, dopo avergli augurato buon viaggio, lo uccide con un colpo di pistola al cuore. Poi riesce a fuggire, nonostante il tentativo da parte dei presenti di fermarla. La giovane scompare con la sua imbarcazione in Val Malombra. Edith piange amaramente l'amato. Non può neanche difenderlo dalle critiche che gli si muovono: viene considerato infatti un poco di buono perché si pensa che egli fosse tornato a R. d'accordo con la "matta". Ma Edith sa che non è così e ricorderà sempre Silla come un giovane di nobili sentimenti pieno di virtù.

## I personaggi
Marina Vittoria Crusnelli di Malombra
Fogazzaro la fa nascere nel 1841 (un anno prima della nascita dello scrittore). Di origini nobili, figlia unica di una Contessa, sorella del Conte Cesare d'Ormengo e del Marchese Filippo Crusnelli di Malombra, un gentiluomo lombardo, la giovane Marchesina visse a Parigi tra il '49 e il '59. "Marina perdette colà sua madre e passò dalle mani di una severa istitutrice belga a quelle di Miss Sarah, una governess inglese, giovane, bella e vivace". Nel '59, quando il padre decise di trasferirsi a Milano, Marina aveva diciott'anni. Qui il marchese "diede pranzi, balli e cene, dove Miss Sarah faceva gli onori", finché un terribile aneurisma non lo portò via, lasciando alla figlia solo una piccola dote. Il Conte Cesare, suo zio materno, fu chiamato a far parte del consiglio di famiglia per Marina, anche se egli e il Marchese non erano mai stati amici; ma era il parente più prossimo e fu il solo ad offrirle la propria casa. L'aspetto, i modi, i discorsi austeri dello zio la ripugnavano, ma gli amici del tempo felice si erano dileguati, i parenti le mostravano solo commiserazione e Marina "quindi accettò, freddamente senza ombra di gratitudine" di andare nella "tana dell'orso", come suo padre chiamava la dimora dello zio, "...come se il Conte Cesare adempisse un dovere e si procacciasse per giunta il beneficio di una compagnia nella tetra solitudine che abitava". Del resto il vecchio zio, con il suo carattere rigido, severo e burbero, non le mostrava amore o affetto e, detestando le arti, la poesia e la musica, non pareva apprezzare il talento e la grazia della bella nipote, ma sembrava averla accolta presso di sé solo per principi morali e di decoro verso la sua defunta sorella. Per di più, più tardi, nel testamento da lui antecedentemente redatto poco prima di essere colpito dalla apoplessia, non l'avrebbe nemmeno menzionata, benché si dicesse fosse ricchissimo.
Era il 1864, Marina aveva ventitré anni, ma: "...Non si sgomentava della futura dimora, anzi si compiaceva dell'idea di questo Palazzo perduto fra le montagne, dove vivrebbe come una Regina bandita che si prepari nell'ombra e nel silenzio a riprendere il trono. Il pericolo di seppellirvisi per sempre non si affacciava neppure al suo pensiero, perché ella aveva una fede cieca e profonda nella fortuna, sentivasi nata agli splendori della vita, era disposta ad aspettarne con altera indolenza il ritorno". 
Piena di bellezza e di talento, brillante ed elegante, con animo ribelle, fiero e indomito, Marina di Malombra è altresí superba e sprezzante, irrequieta, annoiata, ricca di odio e, allo stesso tempo, volubile, capricciosa, piena di sarcasmo e "pensieri torbidi". L'ambiguità, il seducente sguardo, il biancore fisico della pelle: "...il collo sottile, elegante...fra due fiumi di capelli biondo-scuri, ove lucevano due grandi occhi penetranti...azzurro chiari" e poi: "...la delicata figura di Marina, nell'abito celeste a lungo strascico, pareva caduta dall'affresco del soffitto...quella dea lassù tutta rosea da capo a piedi non aveva negli occhi come questa il fuoco della vita terrena...", rappresentavano la figura in cui il Fogazzaro confessò di aver proiettato il suo ideale femminile che aveva ricercato "con ardore" nella sua prima giovinezza: "Quel voluttuoso misto femmineo di bontà, bizzarria, di talento ed orgoglio".
Marina "aveva seguito le pratiche cattoliche per inconscio moto del sangue...nel suo nuovo soggiorno troncò risolutamente ogni pratica religiosa...vedeva che suo zio non ne seguiva alcuna...A lei l'uguaglianza della chiesa ripugnava...pensava che vi dovrebbe essere una religione speciale per le classi più alte... dove al concetto del bene e del male fosse sostituito il concetto meno volgare del bello e del brutto".
Nella tetra e austera dimora dello zio, all'ala di levante che dava sui monti, Marina preferì una stanza nell'ala di ponente, sul lago: "...Ella amava le onde e la tempesta... La solitudine stessa, la tristezza del vecchio Palazzo, pigliavano fra le pareti della sua camera un che di fantastico e di patetico...". La giovane Marchesina affogava la sua insoddisfazione e inquietudine leggendo romanzi di Byron, Shakespeare e Poe, ma soprattutto Disraeli, Sand, Balzac, Musset, de l'Amour di Stendhal, Les fleurs du Mal di Baudelaire e ancora Chateaubriand e Chamfort (non possedeva alcun romanzo di autore tedesco, poiché ne odiava la lingua, la letteratura, la musica...tutto). Suonava con virtuosismo, ardore e passione il pianoforte, vivendo la musica in una dimensione quasi di sfogo e liberazione. Faceva passeggiate con la sua elegante barca "Saetta" e si divertiva anche "battendosi" con le pistole che le aveva lasciato suo padre contro le statue del giardino: "...una Flora annerita, che somiglierebbe tutta alla mia istitutrice, se riuscissi a farle un viso butterato come aveva lei..."
Di temperamento inquieto, portata alla malinconia, votata agli eccessi, Marina viveva come una reclusione forzata questo suo isolamento e vagava per le stanze del Palazzo in preda a vere e proprie crisi mistiche e depressive. Cinica e indifferente, ella coltivava un enorme egocentrismo e non aveva sentimenti di gratitudine per il vecchio Conte, ma: "... aveva il suo disegno: conquistar lo zio...farsi portare a Parigi, Torino, Napoli...ed evadere finalmente dalla sua "prigione".
"Ella era da quasi un anno al Palazzo e di viaggio non si parlava. La sua salute se ne risentiva veramente", ciò nonostante: "Malgrado il favore che veniva conquistando...Marina provava un'avversione sempre più crescente per quest'uomo austero, sprezzatore delle lettere, delle arti, d'ogni eleganza, che le infliggeva la vergogna di nascondere almeno in parte l'animo suo". "Giunse così l'Aprile del 1863, giunse, nei tranquilli splendori del tramonto, una sera sinistra per Marina": trovando nel vecchio stipo la lettera segreta dell'antenata Contessa Cecilia Varrega di Camogli:
guardandosi nello "specchietto piccolissimo con cornice d'argento", infilando il guanto e avvicinando la ciocca di capelli biondi ai suoi, Marina crede di rivivere la stessa sorte della sua antica e sfortunata ava e di esserne la predestinata vendicatrice:
Ossessionata da questo pensiero, complici alcune sfortunate coincidenze: lo specchietto che si rompe, il canto notturno dei barcaioli con il suono delle campane, Corrado Silla che la chiamerà Cecilia (ma solo perché con tale nome ella si firmava nello scambio epistolare con lo scrittore), tutti eventi descritti nella lettera, la giovane finirà per convincersi di essere la reincarnazione vivente di questa, tenuta segregata nel Palazzo per anni dal padre dello zio per una presunta storia d'amore con un ufficiale, Renato, e per questo morta di pazzia, e di essere predestinata a subire lo stesso fato, "Meraviglioso il caso che l'aveva portata, nel fiore della gioventù e della bellezza, da Parigi, a quella stanza disabitata da settant'anni....Tu odii, hai sempre odiato tuo zio, la vendetta è più squisita così; Dio, perché tu la compia meglio, ti ha posto dentro, irriconoscibile, alla famiglia del nemico".
In preda a crescenti inquietudini e tensione cerebrali, succube di una fragilità nervosa e di una disperata frustrazione, quasi invasata e in preda a progressivi stati di allucinazione, Marina di Malombra, vittima del proprio isolamento spirituale e dell'infelicità che lei stessa ha scelto di imporsi, perderà definitivamente i contatti con la realtà, portandosi così verso un drammatico e tragico epilogo finale. La sua furia distruttiva causerà la morte dello zio e dell'amato Corrado; questo sarà per lei solo una preparazione, una sorta di prova generale dell'ultimo e definitivo atto: quello contro sé stessa, irresistibilmente e inesorabilmente attratta dalle acque profonde e liberatorie del lago.
Chi è Marina di Malombra
La figura di Marina di Malombra, la "femme fatale" , la "belle dame sans merci'" è un personaggio tipico della letteratura decadente; lei domina letteralmente su tutto il romanzo e la rende una grande protagonista dei canoni romantici del filone della Scapigliatura e del Decadentismo. Insieme a Madame Bovary e Anna Karenina è tra i personaggi più riusciti della letteratura d'ogni tempo e più dotati di potere suggestivo per la sua travolgente bellezza, per la sua personalità conturbante e per lo spessore diabolico. Forte, nonostante la sua fragilità, questa donna vive da protagonista il suo destino fino all'ultima pagina, sebbene sia in qualche modo succube degli eventi. È il suo animo fiero e indomito la tematica centrale del romanzo, un animo che non si piega all'eterna dicotomia tra concretezza e fantasia, dimostrando l'evidente incapacità di adeguarsi a una realtà che non riesce ad accettare. È questo stimolo interno che spinge una donna ribelle ed orgogliosa a correre irrefrenabile verso una fine annunciata, scandendo le tappe di un viaggio inevitabile verso la follia. Marina non solo ricorda certe donne fatali e nevrotiche, ma è l'archetipo della donna seduttrice e diabolica; corrotta e pura, saggia e folle insieme, tormentata e confusa da demoni e fantasmi, pervasa da passioni insopprimibili e attratta dalla sofferenza, vittima delle sue stesse passioni, incapace di vivere fino in fondo le pulsioni impetuose del cuore e dell'intelletto. Con la lettera dell'antenata Cecilia, Marina rivelerà anche una potenza tale di odio, che fino a quel momento ella stessa non conosceva.
Corrado Silla:
Corrado Silla, il "viaggiatore fantastico", come viene definito da Fogazzaro, è un giovane di trent'anni: "Voi siete nato nel 1834 a Milano", "occhi neri, capelli neri, nera mica male anche la faccia". Egli è il figlio unico di Mina Pernetti Silla, "bellissima tirolesina bionda", figlia di un Consigliere d'appello del Tirolo. Il padre non l'avrebbe mai data in sposa ad un liberale, qual era il Conte Cesare, e quando la giovane aveva ventisei anni la fece forzatamente maritare ad un'"austriacante marcio". Con il Conte non si vide più già da un anno prima del matrimonio, ma lei continuò a scrivergli, non d'amore, ma solo del figlio Corrado. Morì nel '58.
Silla viene considerato ozioso ed incapace dai suoi parenti, i Pernetti Anzati, perché dedito agli studi letterari anziché ai commerci; essi lo avrebbero voluto nella loro Filatura, ma lui rifiutò, accettando invece un incarico di insegnante di italiano, geografia e storia in un istituto privato (occupazione che il Conte Cesare d'Ormengo gli aveva allora segretamente procurato). Dopo che l'istituto venne chiuso "per cattivi affari", il giovane si trovò senza lavoro ed iniziò a scrivere un romanzo: "Un sogno, racconto originale italiano di Lorenzo", stampato in una tipografia di un suo amico, che non ebbe però alcun successo.
Convocato al Palazzo dal Conte Cesare, che nutre per lui un profondo affetto, essendo il figlio dell'antica venerata amica, egli accetta l'incarico di redigere per lui un trattato "mezzo scientifico, mezzo letterario" e, qui, resta letteralmente impaniato dal travolgente fascino di Marina, la quale, con indifferenza e superbia, lo disprezza, credendolo un "figliastro" del Conte, da questi invitato al Palazzo per dargli in sposa la nipote, descrivendolo così all'amica De Bella: "Abbiamo nel palazzo un principe nero, un piccolo borghese in apparenza...mostra una trentina d'anni, non è bello, ma neanche si può dir brutto; ha degli occhi non privi di intelligenza....A me è antipatico, odioso, odiosissimo". 
Malgrado la freddezza e il disdegno della Marchesina, Silla se ne innamora morbosamente, essendo attratto e nello stesso tempo spaventato dalla personalità della fanciulla: "il solo pensiero di posar le labbra sopra una spalla di questa donna mi fa venir le vertigini, mi mette i brividi sotto i capelli".
I due giovani vengono così travolti da un amore tormentato, ma assoluto e totale: "...l'amore intravveduto negli occhi di Silla, la stretta delle sue braccia veementi.... e la passione, sì, la benedetta passione, sorda, muta, lenta, prepotente, che dopo tanto desiderio, veniva.... pensando all'amore fatale che l'avrebbe esaltata tutta, anima e sensi...". Un rapporto problematico, travagliato da equivoci ed incomprensioni destinato, a causa della crescente follia di Marina, ad essere trascinato verso un gorgo inevitabile: "Cadde in braccio a Silla. Egli se ne sentì il petto sul viso, strinse, cieco di desiderio, la profumata persona, calda nelle vesti leggere; la strinse fino a soffocarla..."
Offeso ed umiliato dagli atteggiamenti della Marchesina, il giovane abbandona la dimora per Milano, dove crede di trovare conforto nell'affetto di Edith, una fanciulla molto più cauta, remissiva e religiosa. Egli vorrebbe resistere a Marina, il soccombere al suo fascino ambiguo e seducente lo considera una viltà, ne avrebbe la possibilità, ma non riesce a compiere questa scelta morale, non essendone capace, rivelandosi, il dissidio tra anima e sensi, il dramma di Silla, che aspira ad un amore sacro, casto e rasserenante (incarnato in Edith), deviato però da un amore profano e sensuale (quello per Marina). 
Nessun indugio romantico e sentimentale vi è nel romanzo sulla morte del giovane, vittima della gratuità del male e della incurante follia di Marina di Malombra.
Chi è Corrado Silla
Silla è un personaggio virtuoso, ha un temperamento ardente ma cauto, è animato da nobili sentimenti in apparente contrasto con le modalità sociali vacue ed ipocrite che lo circondano, ma è un uomo debole, sconfitto dalla vita, che non riesce a prendere alcuna decisione; si sente perseguitato dalla sfortuna e dai suoi simili, che non ne riconoscono il valore. Egli è l'intellettuale ispirato da importanti ideali che vorrebbe realizzare, ma ne è impedito dalle lusinghe del mondo e dall'inettitudine che lui stesso sente come fondamento del proprio essere: "inetto alle opere grandi che vagheggiava, alle piccole che lo premevano,a farsi amare, a vivere". Vittima dei suoi tempi, Silla è un predestinato, solitario e malinconico, costretto a soccombere davanti alle intemperie della vita. Antesignano, dunque, dell'eroe decadente e romantico che sintetizza l'imminente crisi dell'individuo del Primo Novecento. Schiacciato tra spiritualismo e materialismo, tra religione e positivismo, tra intelletto e realtà, è orgoglioso e superbo ma incapace di giusto equilibrio fra spirito e sensi. Consapevole di essere un perdente, un fallito, si definisce: "inetto a vivere".
L'autore si è espressamente riconosciuto nel personaggio di Silla in una lettera a E.S. Bastiano, dicendo: "Vorrei che i suoi occhi le permettessero di leggere poche pagine del capitolo In Aprile (verso la fine) dove è parlato delle tempeste morali che agitavano Silla. Invece di questo nome ella può mettere il mio in quelle pagine".
Conte Cesare d'Ormengo: Il Conte Cesare d'Ormengo, figlio unico del Conte Emanuele e della sua seconda moglie, non era sposato e non aveva figli. La nipote, figlia della sorella, era la parente più stretta. Con il padre di Marina egli non era mai stato amico, troppe e profonde erano le idee ed i principi che li dividevano. Il Marchese Filippo amava la bella vita in società, con feste, balli e canti, mentre il Conte Cesare, con il suo carattere scorbutico e burbero, chiuso e introverso, detestava la compagnia e si era ritirato da anni, nel suo tetro e solitario Palazzo in riva al lago.
"Il Conte è un vecchio uomo lungo e smilzo con irti capelli grigi, occhi severi e volto ossuto, olivastro e tutto raso. Vestiva un soprabito nero con un cravattone nero e cappelli con enormi falde larghe". 
Uomo di severi e rigidi principi, con le sue proprie singolari convinzioni religiose e con le sue idee antidemocratiche, disprezzava le arti, la letteratura e la musica e non pareva apprezzare il talento e la grazia della bella nipote, ma sembrava averla accolta presso di se solo per principi morali e di decoro verso la sua defunta sorella; per di più, nel testamento da lui antecedentemente redatto, poco prima di essere colpito dalla apoplessia, non l'aveva nemmeno menzionata, benché si dicesse, fosse ricchissimo.
Con l'arrivo di Marina al Palazzo, il Conte non era comunque del tutto indifferente alla bellezza ed alla eleganza della nipote, e la sua persona e il suo volto riflettevano qualche nuovo lume, si radeva più spesso e curava di più la sua persona. 
Il Conte era stato un caro amico della madre di Corrado Silla, Mina Pernetti Silla, di cui venerava il ricordo.
Maria Cecilia Varrega di Camogli: Infelice moglie del Conte Emanuele d'Ormengo, tenuta segregata da questo in una stanza del Palazzo per cinque anni e quattro mesi, ove morì di pazzia. per una presunta storia d'amore con un ufficiale, Renato. Alla morte della moglie, il Conte si era risposato e da quella unione era nato il figlio Cesare.
Andreas Gotthold Steinegge di Nassau: Steinegge, il segretario del Conte, è un uomo sui cinquant'anni, con due vivi occhietti azzurrognoli, un viso rugoso, capelli non ancora grigi e barba intera. Era stato capitano austriaco degli Usseri di Liechtenstein e poi, per motivi politici, era fuggito con la famiglia, moglie e figlia, in Svizzera. Per serie ristrettezze economiche era stato poi costretto ad emigrare in America, a New York, a cercar fortuna vendendo birra, ma in seguito era tornato in Europa, poiché la moglie si era ammalata e soffriva di nostalgia per il proprio paese. Qui, non potendo rientrare a Nassau, perché esiliato, affidò la consorte e la figlia Edith, che aveva allora otto anni, ai parenti. Poco dopo la moglie morì e, per contrasti con i familiari, non aveva più rivisto la figlia, né sapeva nulla di lei, poiché questi, odiandolo, distruggevano le lettere che egli le inviava. Erano passati dodici anni da quando era morta la moglie, pertanto Edith aveva vent'anni.
Steinegge aveva preceduto Donna Marina al Palazzo da un mese appena, il Conte l'aveva preso su raccomandazione del Marchese F.S. di Crema per spogli e traduzioni dal tedesco e dall'inglese. Quest'ultima lingua la conosceva bene poiché era figlio di un'istitutrice di Bath. I rapporti con la Marchesina furono da subito ostili e avversi: dapprima egli, ardito ufficiale di cavalleria, aveva creduto di fare con lei lo spiritoso e il galante, con complimenti antiquati e fuori corso, finché Marina un giorno, insofferente per i suoi atteggiamenti, gli aveva esternato il suo odio per la lingua tedesca, la letteratura, la musica, la gente, il paese, tutto. Da quel momento Steinegge tenne per sé complimenti e squarci poetici.
Edith Steinegge: Figlia di Andreas, segretario del Conte, ha appena vent'anni ed è un'anima casta e pura, sensibile e remissiva, profondamente religiosa. Ha una voce dolce e bassa e una figura delicata, seria ed elegante nel suo abito semplice e severo. 
Quando aveva otto anni la madre morì ed il padre fu costretto a fuggire in esilio. Visse dodici anni con il nonno materno, due zii e le loro famiglie. Il nonno era stato molto buono con lei, ma non aveva permesso mai che in casa si pronunciasse neppure il nome del padre. Alla morte del nonno, Edith trovò per caso una delle tante lettere che il padre le scriveva e che il nonno aveva trattenuto e distrutto; in tal modo la giovane era riuscita a rintracciarne l'indirizzo. 
Profondamente affezionata e legata al padre, Edith si confronterà con le idee antireligiose e anticlericali di questo, temendo che egli non riceva la ricompensa divina dopo la morte e che, quindi, ne venga separata. È dunque suo intento ricondurlo alla fede, ma senza costrizioni, puntando sull'immediata simpatia che il padre prova per Don Innocenzo, divenuto loro grande amico, nonostante la sua avversione per i preti.
La ragazza è attratta sentimentalmente da Silla, ma non sa prendere una decisione, sia per timore di abbandonare il padre, ritrovato dopo tanti anni, sia per paura che il giovane scrittore sia ancora innamorato di Marina. Consigliatasi con Don Innocenzo, scriverà una lettera a Silla rivelandogli il suo amore, ma sarà ormai troppo tardi. Alla morte di questo, piangerà amaramente l'amato, non potendo neanche difenderlo dalle critiche che gli si muovono, perché si pensa che egli fosse tornato al Palazzo d'accordo con Marina. Edith sa nel suo cuore che questo non è vero e ricorderà per sempre solo i nobili sentimenti della sua anima.
Fanny: Cameriera personale di Donna Marina, giovane e graziosa, è educata, servizievole e rispettosa, ma anche frivola e civettuola, solerte ad ascoltare, alimentare e diffondere pettegolezzi e dicerie. All'arrivo al Palazzo, apprese leggende di fantasmi e spiriti, terrorizzata dalla tetra dimora e dalla cupa stanza assegnatagli, scoppierà in una crisi di pianto con impellente desiderio di fuggire via. La Marchesina la consolerà e calmerà, convincendola a restare.
Giovanna: Vecchia governante del Conte Cesare, in servizio da circa quarant'anni. Devotamente affezionata al suo padrone, soffrirà, disperandosi, per la sua improvvisa morte.
Rico (Enrico): Figlio del giardiniere, è un ragazzo di tredici anni, barcaiolo di Donna Marina. Vivace e malizioso, intrattiene, divertendo, la Marchesina con leggende e aneddoti del posto, da lui riviste e romanzate.
Il Dottore: Povero "mediconzolo" soprannominato "El Pitòr" per la sua debolezza di dipingersi la barba, è un uomo piccolo dal lungo soprabito scuro, dai vasti piedi, che "non sa come camminar né dove tener le mani e sorride di continuo". Benché vecchio e brutto, è di temperamento amoroso, inclinato a spicce e caute galanterie campagnole, si figura d'essere innamorato, corrisposto, di Fanny.
Signora Giulia De Bella: È l'amica di Donna Marina, a cui lei si rivolge per inoltrare la corrispondenza all'autore de: Il Sogno. 
Contessa Fosca Salvador: È la cugina del Conte Cesare, moglie del defunto Conte Alvise VI Salvador. Il padre della Contessa era stato in Venezia un noto commerciante di baccalà e per questo lei era stata soprannominata "La Contessa Baccalà". È una donna non più giovane, molto loquace e frivola ma nel contempo, a suo modo, astuta e calcolatrice. Vorrebbe dare in sposa Marina a suo figlio, credendo che questa possa ereditare il notevole patrimonio dello zio e così rimpinguare le proprie attuali scarse finanze. Dopo la morte del Conte, appena appreso il contenuto del testamento in cui Marina non risulta nemmeno menzionata, fuggirà repentinamente con il figlio Nepo dal Palazzo, nemmeno congedandosi dalla sua futura mancata nuora. 
Conte Nepomoceno (Nepo) Salvador: Sua Eccellenza, il Conte Nepo, è "un giovanotto sui trent'anni, bianchissimo di carnagione, con un gran naso aquilino, su cui poggiavano un paio di occhialetti tenuti da un cordoncino, con sottili baffetti neri e due occhioni neri a fior di testa, il tutto incorniciato da una ricciuta zazzera nera e da un collare di barba nera che pareva posticcia su quella pelle di latte e rose. Aveva le mani assai piccole e bianche. Parlando, sorrideva sempre. Le fogge esagerate degli abiti, la vanità ridicola, il suo passo breve e ondulato, i gomiti quasi sempre stretti in vita e la voce stridula e frettolosa mettevano intorno a lui un'aura femminile". Era soprannominato "Il conte Piavola". Nepo non mancava però d'ingegno, né di cultura e ambizione. Aveva studiato economia e diritto costituzionale e avrebbe voluto entrare in diplomazia. Malgrado la sua vanità egli era comunque imbarazzato con la bella nipote, "non aveva tentato fino a quel giorno che sartine, modiste e cameriere, limitandosi con le dame e le damigelle a colloqui fraterni".
Momolo e Catte: Sono i due servi dei Salvador.
Avvocato Giorgio Mirovich: È l'avvocato amico dei Salvador. Zorzi: Un buon amico della contessa Salvador.
Amici del Conte d'Ormengo ospiti ad un pranzo:
Commendator Finotti: Deputato al Parlamento, "prossimo alla sessantina con gli occhi tutto fuoco e il resto tutto cenere". Commendator Vezza: Letterato, aspirante al Consiglio superiore d'istruzione pubblica e al Senato, "piccolo, tondo e imbottito di dottrina e di spirito, con occhiali d'oro". Professor Cavalier Ingegnere Ferrieri: "Fisionomia nervosa, occhio intelligente, sorriso scettico, cervello e cranio perfettamente lucidi". Gentildonna veneziana di Palma il Vecchio: Bella donna, ospite al pranzo insieme a Finotti, Vezza e Ferrieri. Avvocato Bianchi: "Giovinotto elegante, timido, con aria di sposina imbarazzata", anch'egli ospite al pranzo.
Don Innocenzo: È il parroco del vicino villaggio, il quale fraternizzerà con Steinegge e sua figlia Edith, divenendo loro grande amico. Marta: È la fantesca di Don Innocenzo.
Padre Tosi: È il Frate-Medico del Convento dei Fate-bene-fratelli di Lecco, "è un uomo sui cinquanta, dalla gran fronte piena d'anima, dal profilo falcato, dagli occhi pregni di volontà veemente e di umorismo bizzarro", ritenuto una eminenza in campo medico, ma come egli stesso si definisce: "se si fosse fatto commissario di polizia, sarebbe diventato grande". Verrà chiamato in aiuto del "nuovo Dottore ", un brav'uomo succeduto da pochi mesi al "vecchio dottore" e, dagli indizi che troverà nella stanza del conte, un guanto e un bottone con un lembo di stoffa, risalirà alle cause della apoplessia dell'infermo, il quale, prima di morire, era riuscito a pronunciargli il nome di Cecilia.

## I temi del romanzo
Malombra è un esempio di romanzo gotico per le sue tetre ambientazioni. Sono qui già presenti i motivi fondamentali della narrativa fogazzariana: dalla figura femminile seducente e sensuale ai contrasti interiori fra spiritualità e mondanità del protagonista; dal tema religioso che si pone come orizzonte di salvezza e come elemento di disciplina morale alla curiosità per l'occulto, lo spiritismo, il misterioso, l'anormale; dall'identificazione del paesaggio con gli stati d'animo dei personaggi all'uso del dialetto al fine di un maggiore realismo; dall'importanza notevole della memoria autobiografica alla storia collettiva che costituisce lo sfondo delle vicende dei personaggi. Malombra è dunque una donna inquietante dalla contorta psicologia: sembra voler sposare Nepo, suo pretendente, solo per andarsene dalla villa dello zio, ma in realtà lo disprezza. L'ambientazione è decadente: la villa in cui risiede la protagonista, i suoi riferimenti ai palazzi con arredamenti esotico - bizantini, l'allusione al principe nero (Corrado Silla), cioè il personaggio enigmatico che deve arrivare (parte I, cap. IV).
La critica del tempo classificò il romanzo come opera del tardo-romanticismo, anacronistica rispetto alla letteratura verista. In realtà Marina di Malombra, creatura quasi demoniaca, è già un personaggio tipico della letteratura decadente, una via di mezzo tra le donne fatali del primo Verga e la superfemmina dannunziana

## Trasposizioni
| Anno | Film                        | Note                                 |
| ---- | --------------------------- | ------------------------------------ |
| 1917 | Malombra di Carmine Gallone |                                      |
| 1942 | Malombra di Mario Soldati   |                                      |
| 1974 | Malombra                    | Sceneggiato TV                       |
| 1984 | Malombra                    | Pretestuosamente ispirato al romanzo |

## Edizione Nazionale nel quadro di "Tutte le Opere di Antonio Fogazzaro" a cura di Piero Nardi
- Antonio Fogazzaro, Malombra, Arnoldo Mondadori Editore, 1931-1932, due volumi,  p. 704.